# کنترل خلاق
کنترل خلاق (به انگلیسی: Creative Control) یک فیلم درام علمی–تخیلی آمریکایی فرانسوی به کارگردانی بنیامین دیکسون محصول سال ۲۰۱۵ است.

## داستان
در آینده‌ای نزدیک و در بروکلین، یک مدیر اجرایی تبلیغات از یک تکنولوژی جدید «واقعیت افزوده» استفاده می‌کند تا بتواند با دوست دخترِ بهترین دوستش وارد رابطه شود.